# Monte San Petrone
Le Monte San Petrone est une montagne située dans le département de la Haute-Corse.

## Géographie
Les pentes de ce massif schisteux sont recouvertes de châtaigniers retournés à l'état de forêt, ce qui lui vaut le nom de Castagniccia.
Cette microrégion présente une forte densité de communes aux villages médiévaux accrochés aux arêtes et pitons du massif. Elle est aujourd'hui faiblement peuplée.
Le Monte San Petrone occupe une position centrale en Castagniccia ; il est le plus haut sommet de l'ensemble montagneux. De forme tabulaire, il culmine à 1 767 m et offre une vue remarquable sur une grande partie de la Plaine orientale. Il surplombe les pièves d'Orezza, Ampugnani, Rostino et Vallerustie. Une table d'orientation y est installée. Il délimite la partie orientale du massif qui fait partie du parc naturel régional de Corse. Son versant occidental domine la vallée de la Casaluna et fait face à la piève de Giovellina au pied des aiguilles de Popolasca. Par temps clair, on peut y apercevoir l'étang de Biguglia. Au sud, les Caldane sont séparées du Monte San Petrone par le col d'Orezza (1 296 m).
Le massif au sens large comporte d'autres sommets :
- Monte Sant'Angelo (1 218 m) au nord, il domine la Casinca au nord-est, le Casacconi au nord-ouest et l'Ampugnani au sud ;
- Monte Olmelli (1 285 m) à l'est ; il domine le Moriani et l'Orezza ;
- Monte Negrine (1 133 m) et Castellu d'Osari (1 109 m), sommets du Campoloro ;
- Monte Piano Maggiore à l'ouest, dominant les Vallerustie au nord, le Bozio au sud et le Talcini à l'ouest ;
- Punta di Caldane (1 724 m) et Cima di Calleruccio (1 731 m) au sud-ouest, qui dominent le Bozio à l'ouest, l'Alesani à l'est et la Serra au sud ;
- Monte Sant'Appiano (1 093 m) à l'extrême sud-est ; il domine le Verde ;
- Punta Cervio (1 189 m) à l'extrême sud ; elle domine la partie nord de la piève de Rogna.

Ses flancs septentrionaux sont couverts par la partie nord de la forêt de Santo Pietro d'Accia, zone naturelle d'intérêt écologique, faunistique et floristique nommée « hêtraies du massif du San Petrone ». Si ses flancs orientaux et méridionaux présentent sur leurs hauteurs une roche à nu, ils sont en revanche boisés et verdoyants à l'étage inférieur, couverts le plus souvent par les châtaigneraies, présentes sous forme de vergers ou de taillis, en zone naturelle d'intérêt écologique, faunistique et floristique nommée « Châtaigneraies de la petite Castagniccia ».
De nombreux ruisseaux ont leur source sur ses flancs. Les plus importants sont :
- à l'ouest le ruisseau de l'Occhio a u Cappo, autre nom du ruisseau de Gavignaninco[4] ;
- à l'est, les ruisseaux de Falongo[5], d'Alziccio (ou ruisseau de San Fiumento)[6], de Tigliola[7] et de Lavatoghio[8] ;
- au sud, les ruisseaux de Persico (ou ruisseau de Forci)[9] et de Parella. À un kilomètre au sud, naît le Fium'Alto.

## Histoire
C'est au Monte San Petrone (Saint-Pierre) que certains historiens localisent l'ancien Mont Nigeuno et le lieu-dit Cellas Cupias que l'on retrouve dans la correspondance du pape Grégoire le Grand. Aucune preuve archéologique ne permet de valider cette hypothèse.
En fin du VIe siècle, Pierre, évêque d'Aléria, recevait du pape Grégoire Ier la mission de construire une basilique et un baptistère sur les flancs du mont Nigheuno, au centre des domaines pontificaux de Cellae Cupiae.
« Quoniam in insula Corsica in loco Nigeuno, in possessione, quæ Cellas Cupias appellatur, juris Sanctse Romanse, cui Deo auctore deservimus Ecclesise, basilicam cum baptisterio in honorem beati apostolorum Principis Fetri, atque Laurentii Martyris prolucrandis animabus fundari prsecipimus : idcirco Fraternitatem tuam his bortamur assatibus, quatenus ad prædictum locum debeat incunctanter accedere, et venerandie solemnia Dedicationis impendens, prædictam Ecclesiani et baptisterium solemniter consecrare te volumus. Sanctuaria vero suscepta summa cum reverentia collocabis. L. VI, Epist. XXII, Gregorius Petro Episc, Aleriensi de Corsica. Année 596 ».
Bâtie au nord du San Petrone à 1 070 m d'altitude, la basilique avait été ouverte au culte en 598, sous le vocable de Saint Pierre. On doit l'identifier avec l'église San Petru d'Accia. Trois ans après un presbytère était annexé au bâtiment principal.
Outre les ruines de la première basilique de Corse, le site comporte la chapelle San Petru édifiée au XVIIe siècle sur les bases du presbytère.

## Randonnée
Un sentier de randonnée traverse le massif du nord au sud, partant de Barchetta (Volpajola) pour rejoindre Mazzola dans le Bozio. Le sommet est accessible depuis le col de Prato (Bocca di u Pratu) (985 m), où passe la route D 71, ou alors à partir de Campodonico (CampidỚnicu), hameau de Pied'Orezza.
Le Monte San Petrone est le but de promenade et de randonnées pour les plus aguerris. Au col de Prato que franchit la D 71, suivre le sentier vers le Monte San Petrone comme indiqué par panneau. Compter environ trois heures de marche pour un parcours de six km avec un dénivelé de 800 mètres.
Un sentier est accessible par Loriani (hameau de la commune de Cambia) pour un parcours équivalent.

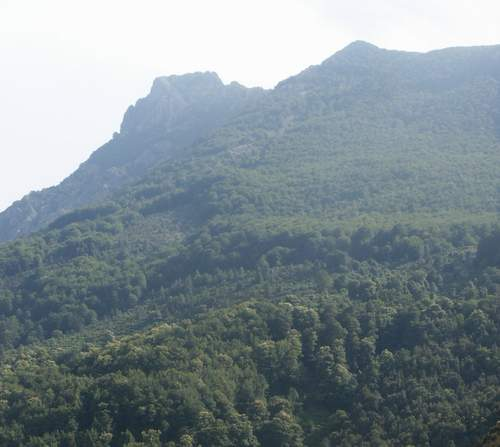
Le Monte San Petrone vu de l'Ampugnani.
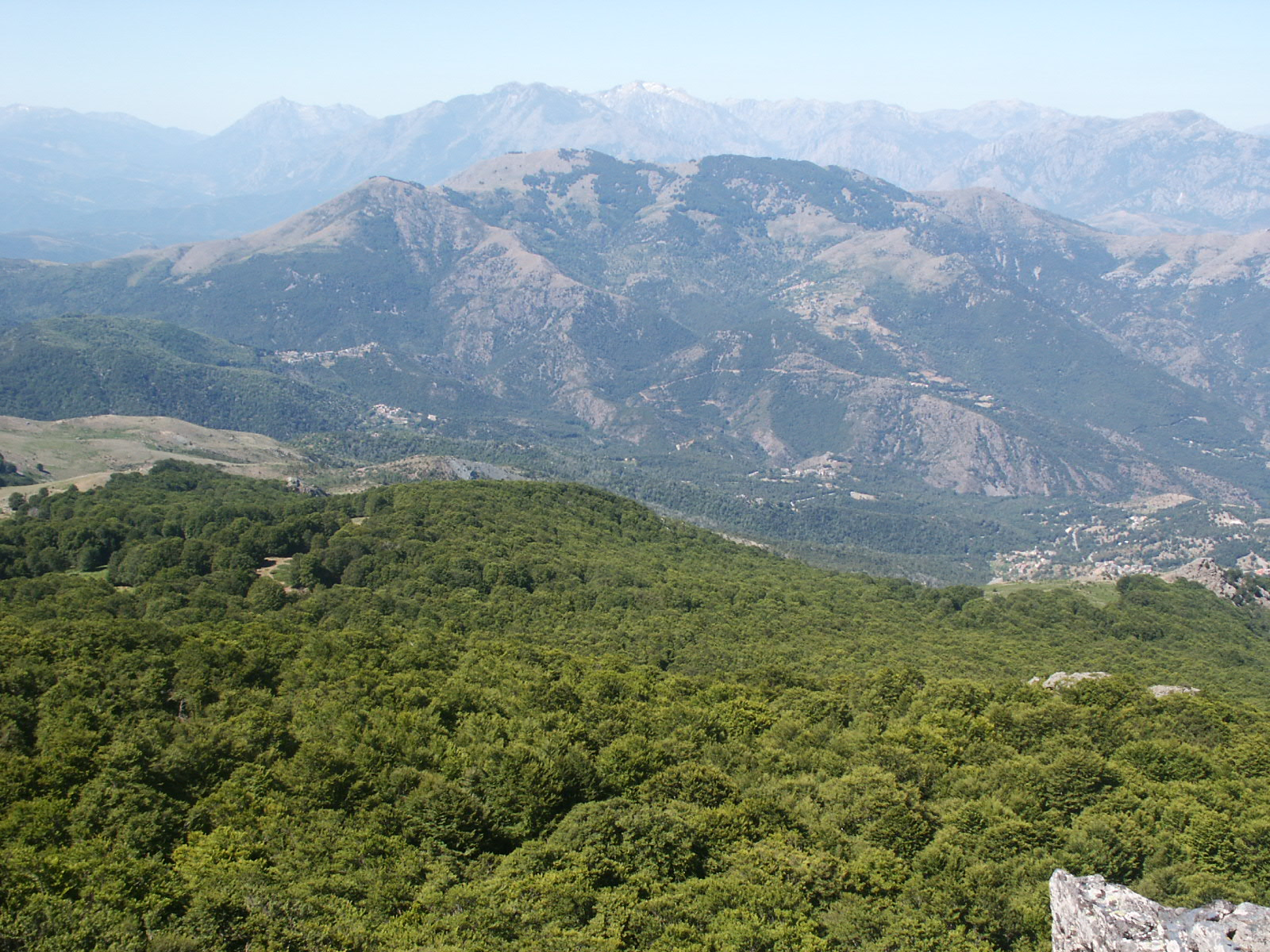
Panorama du sommet côté ouest : la pieve du Vallerustie.
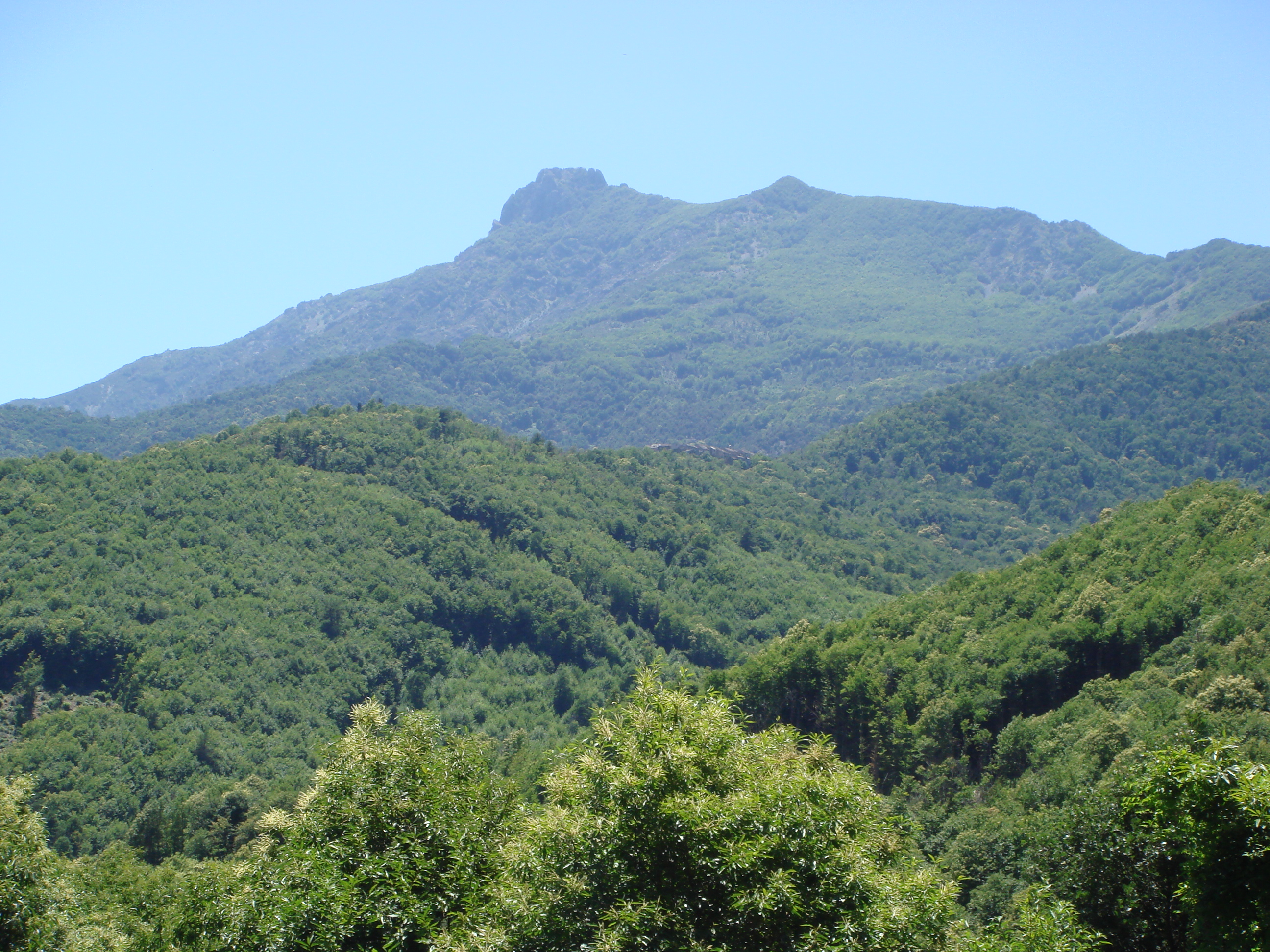
La vallée de l'Ampugnani et le sommet du San Petrone.
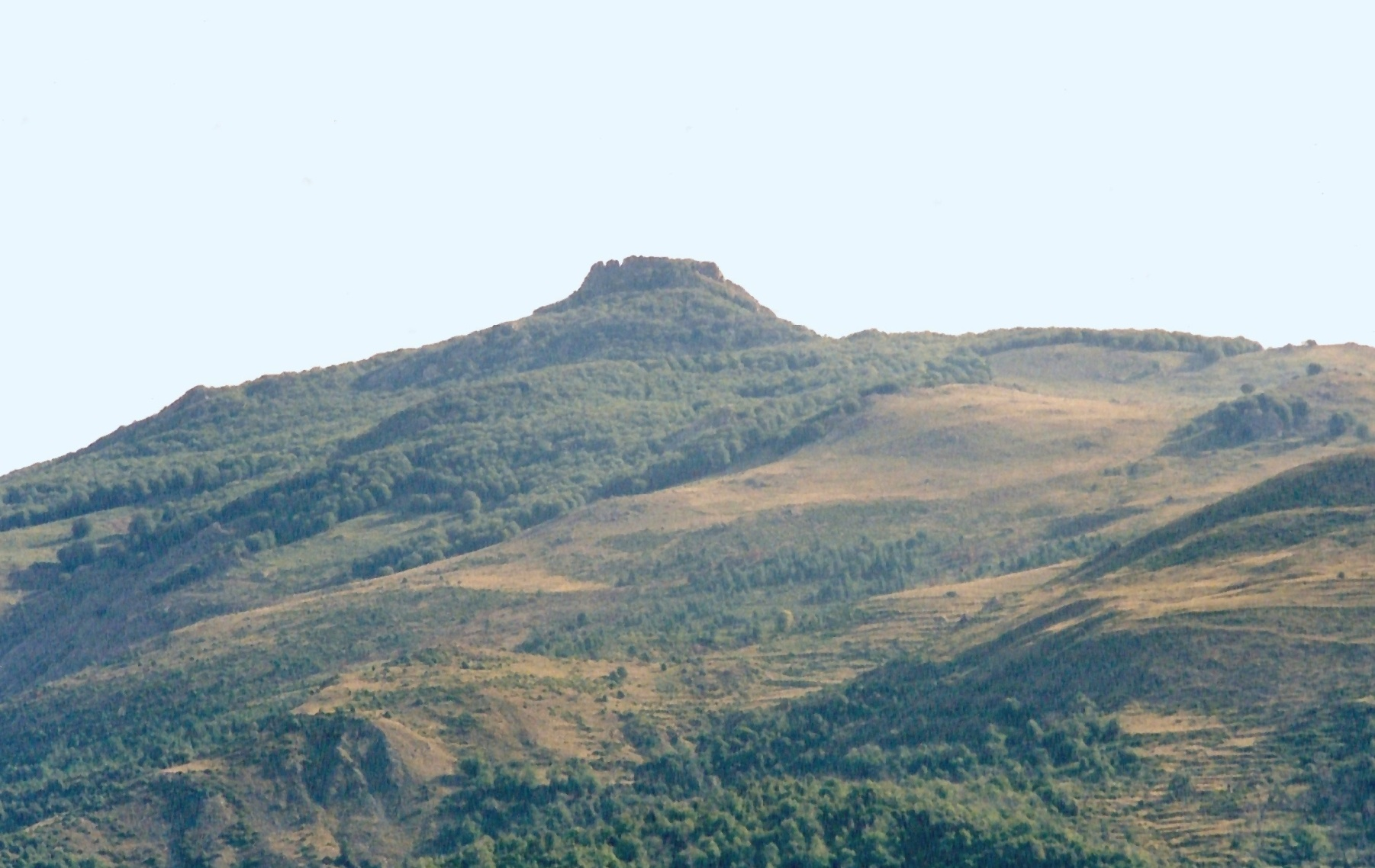
San Petrone vu de Carticasi.
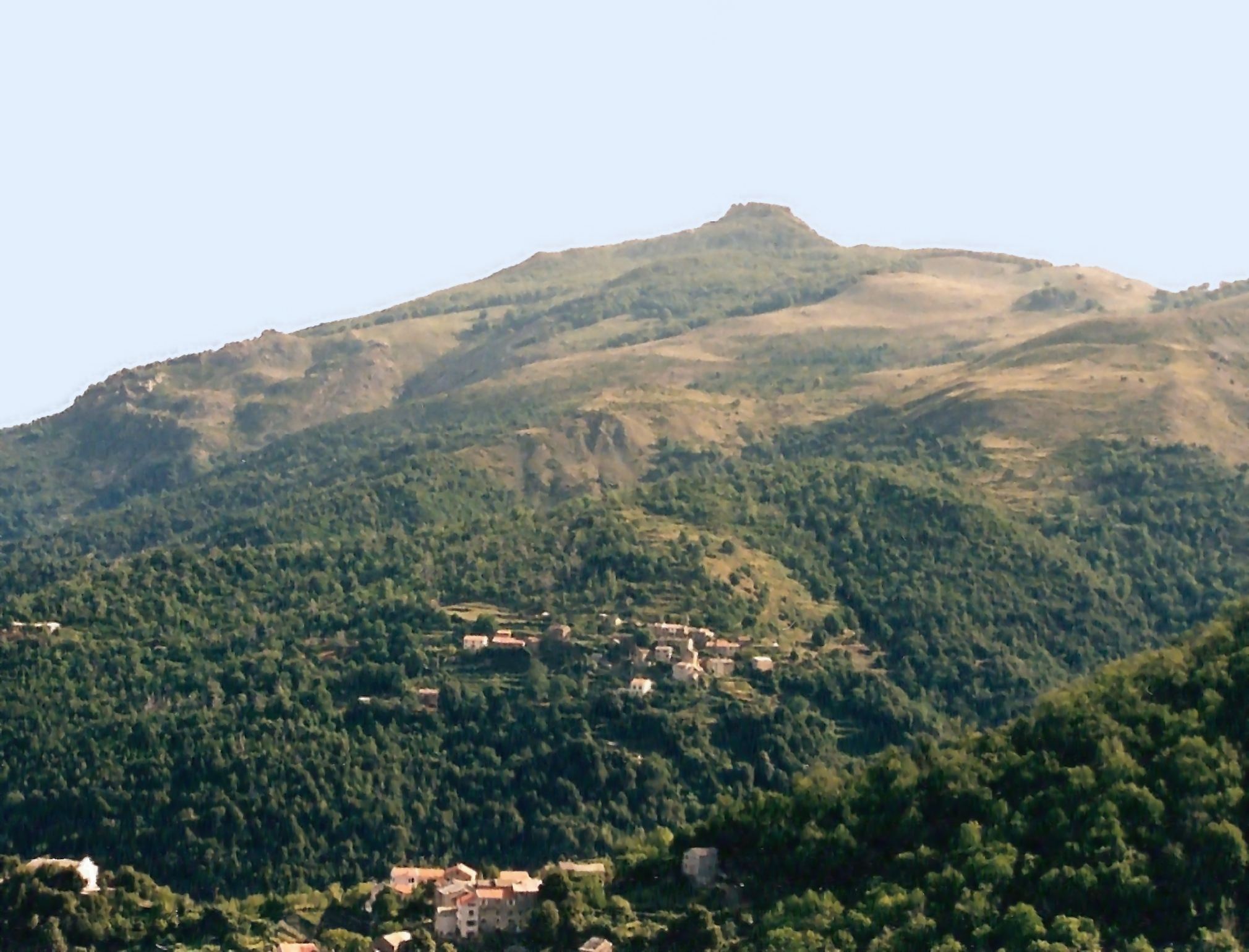
San Petrone et ses pentes douces du côté des Vallerustie.
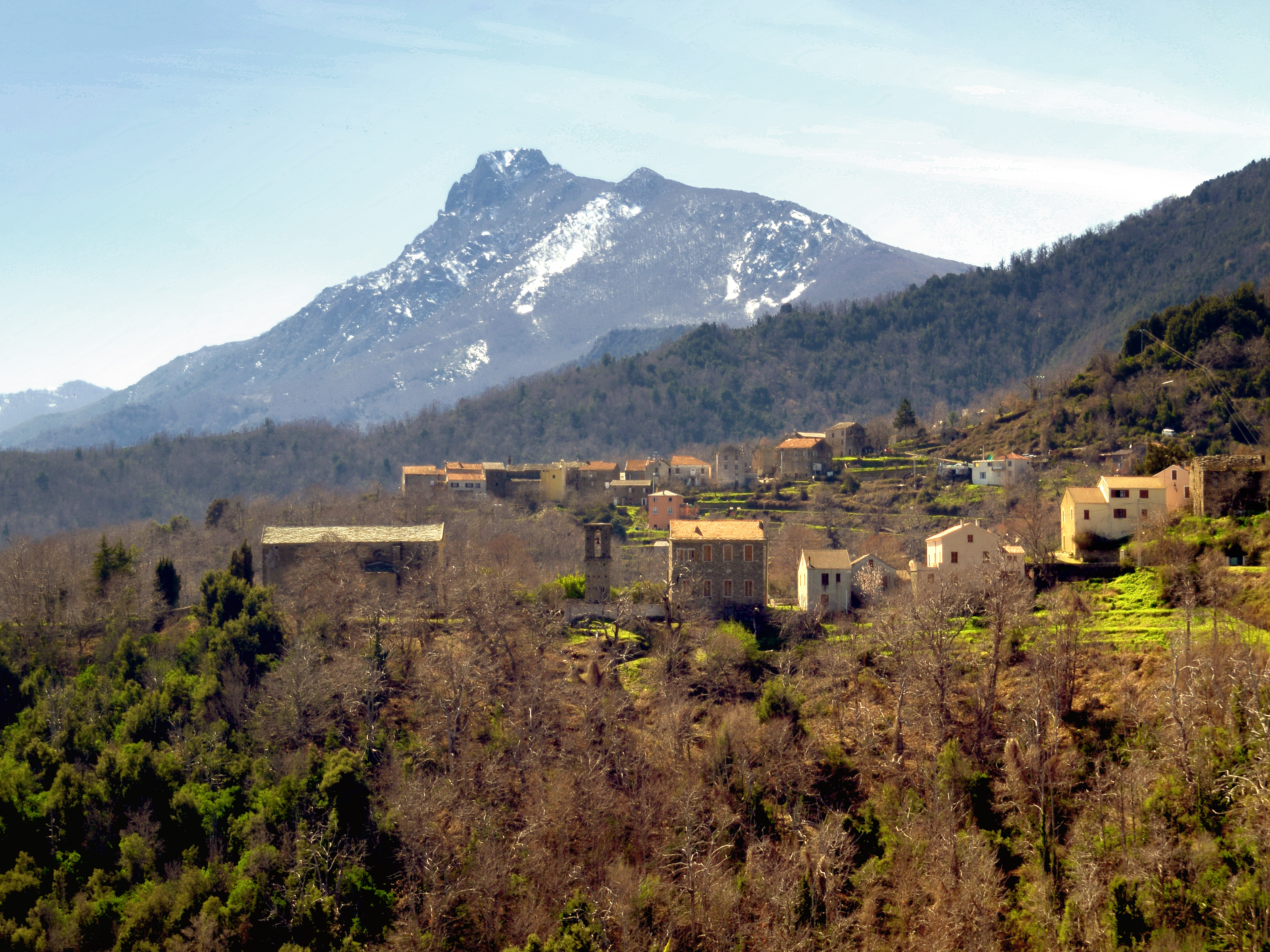
Crocicchia au nord du San Petrone.
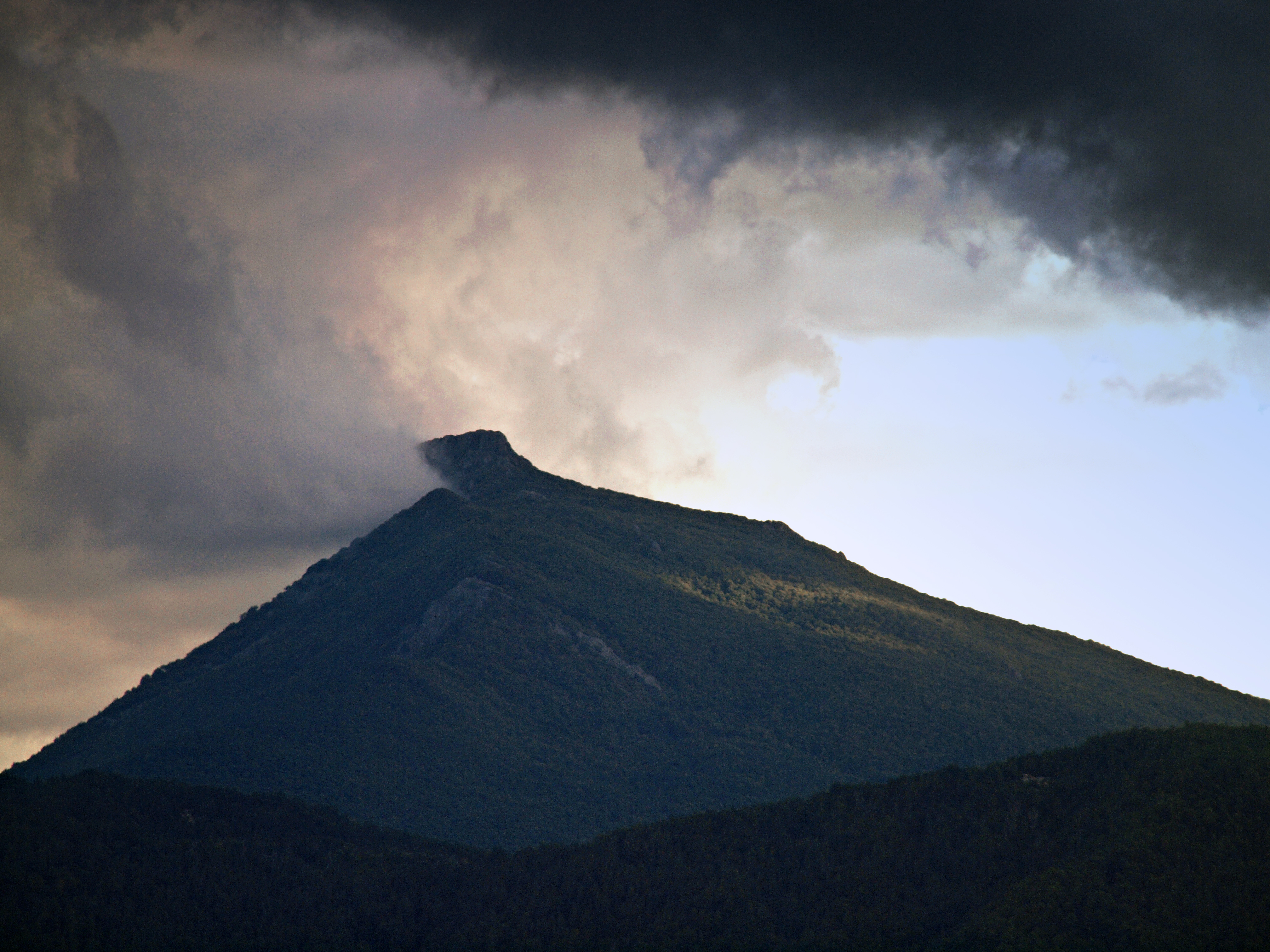
Vue du San Petrone depuis le col de Bigorno.

À quelques mètres du sommet du Monte San Petrone ont été érigées une table d'orientation et une croix métallique complétées par une statuette de San Petru (Saint Pierre) scellée dans un muret. Celle-ci a été dérobée à l'automne 2010 (ou durant l'hiver 2011) puis remplacée, le 5 juillet 2013, avant d’être dégradée de nouveau, en février 2015. Un nouveau bas-relief iconique à l’effigie de San Petru a été installé par hélicoptère, lors de l'édition 2017 du trail Via Romana.

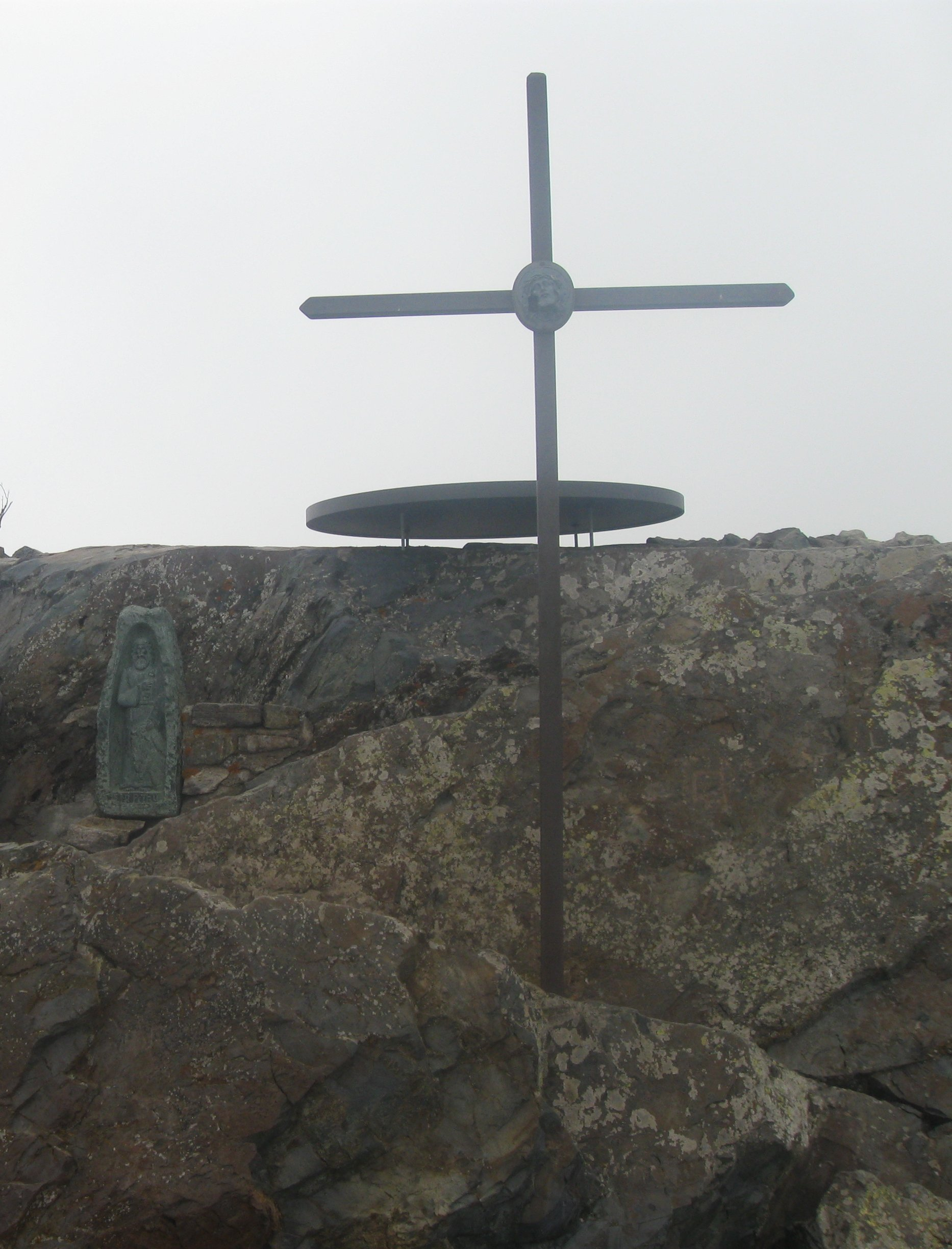
Statuette, croix, table d'orientation (5 septembre 2010).
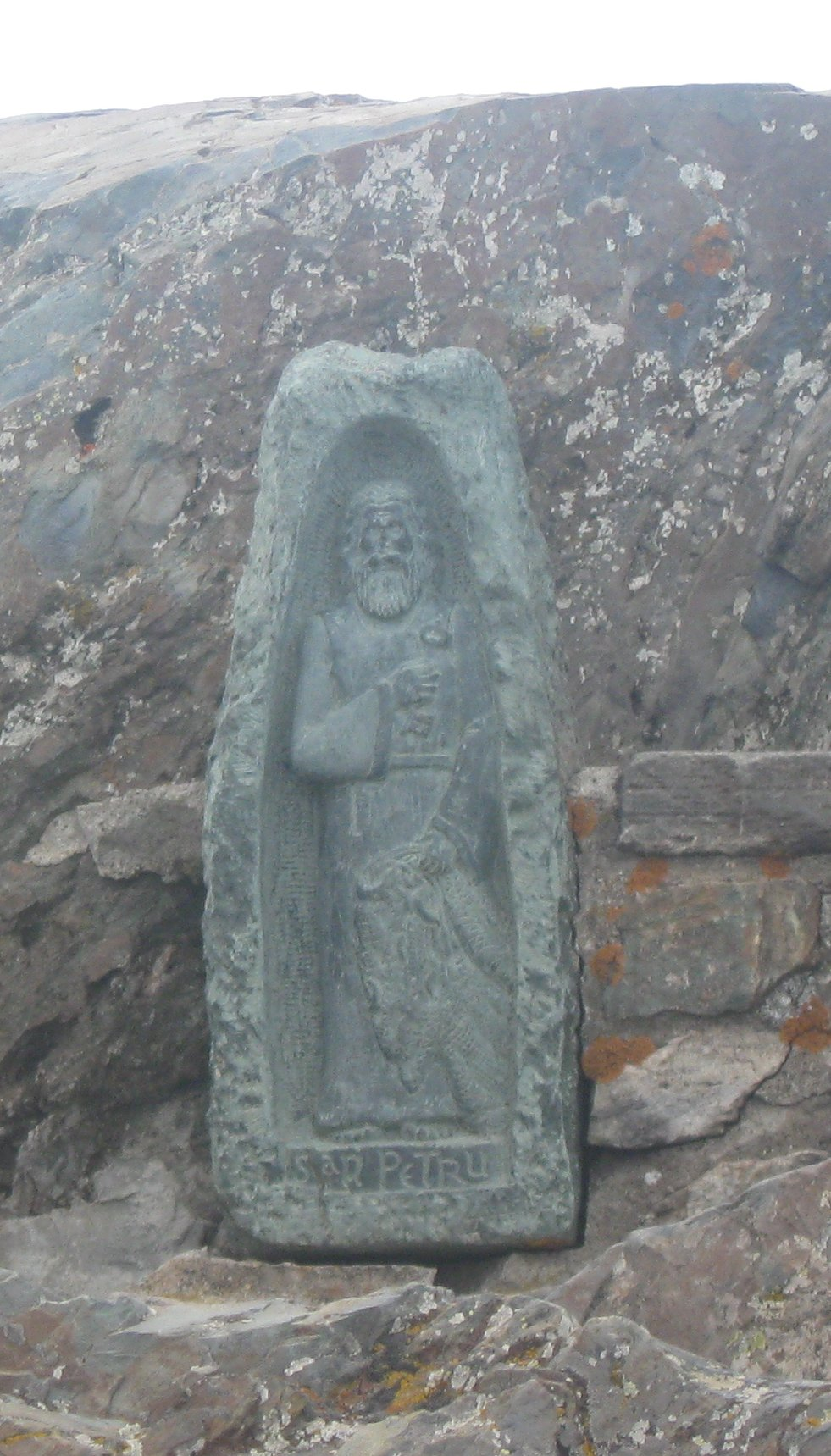
Détail de la première statuette (5 septembre 2010).
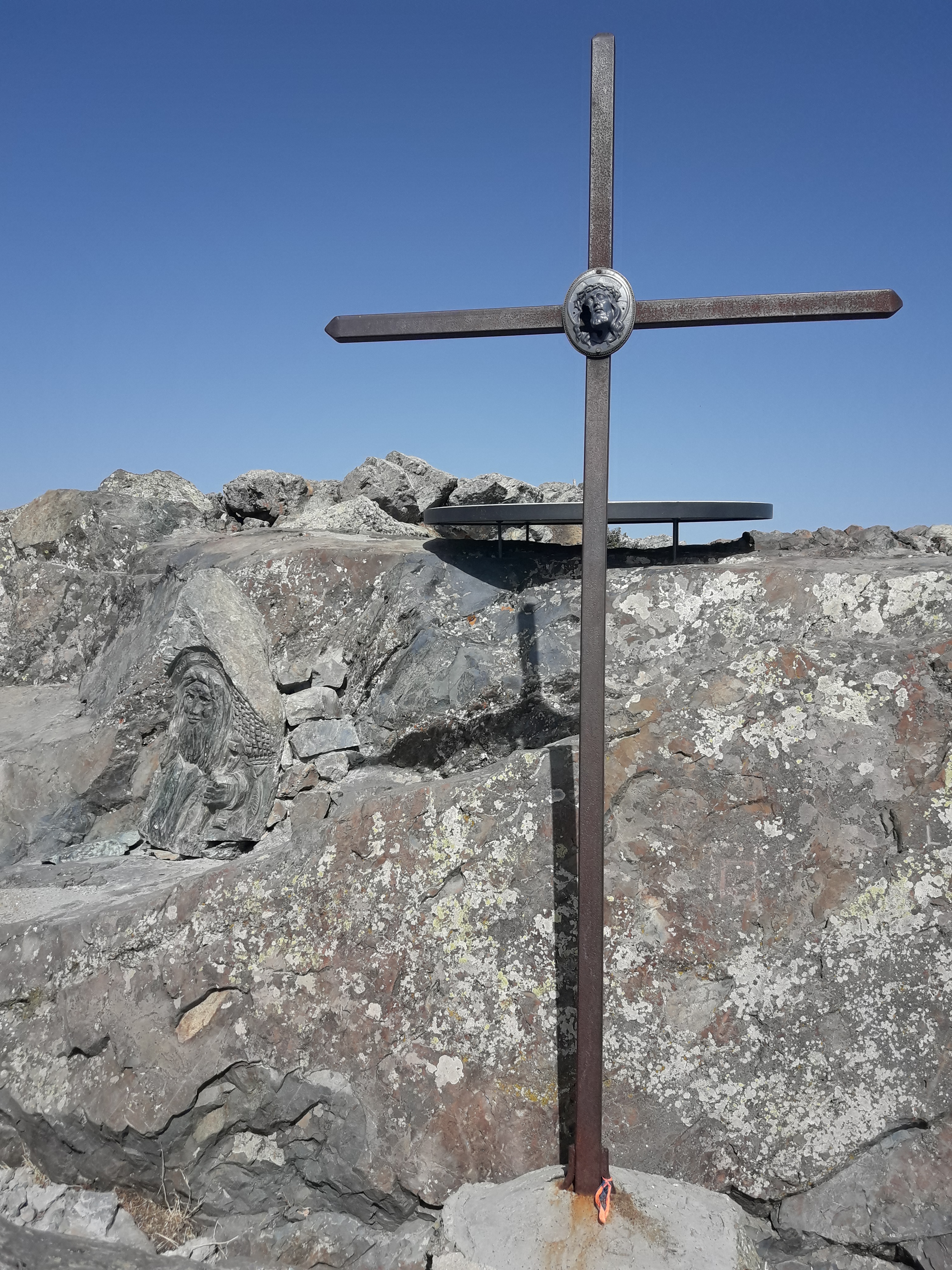
Bas-relief, croix, table d'rientation (4 août 2017).
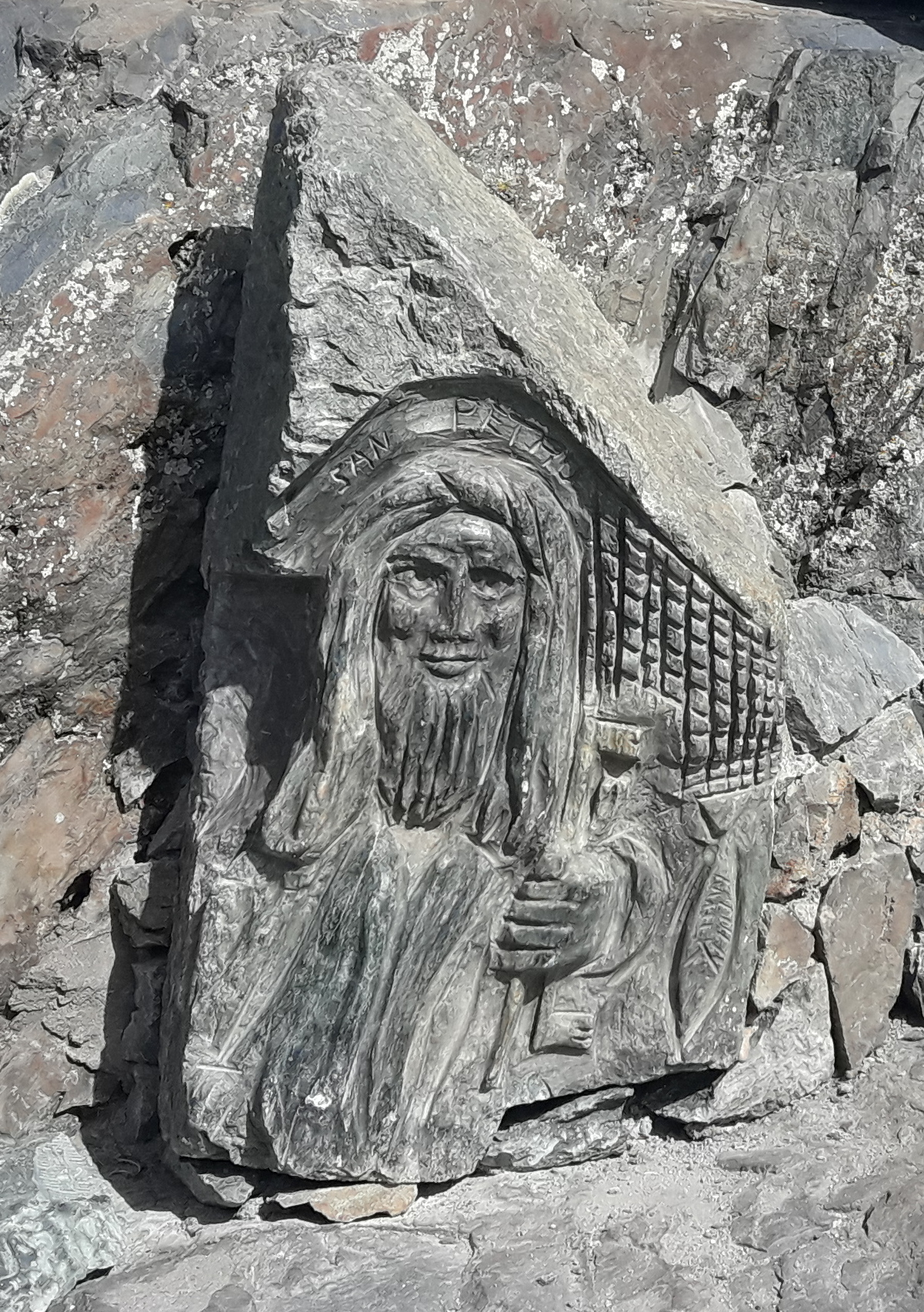
Détail du bas-relief remplaçant les deux précédentes statuettes (4 août 2017).

## Gastronomie
Le San Pedrone a donné son nom à un fromage corse fabriqué par une Sarl sise à Castello-di-Rostino, commune située sur les flancs septentrionaux du monte San Petrone.
C'est un fromage au lait cru de brebis, à pâte molle, affiné 45 jours minimum après caillage du lait, moulé dans une faisselle (casgiaghja), égoutté puis salé à la main. Il est à consommer dans les 120 jours suivant sa fabrication. Il est de saveur douce, à rapprocher du fromage type venachese.